# Phytoliriomyza lobata
Phytoliriomyza lobata är en tvåvingeart som först beskrevs av Mitsuhiro Sasakawa 1963.  Phytoliriomyza lobata ingår i släktet Phytoliriomyza och familjen minerarflugor. Inga underarter finns listade i Catalogue of Life.